# Irina Karamanos

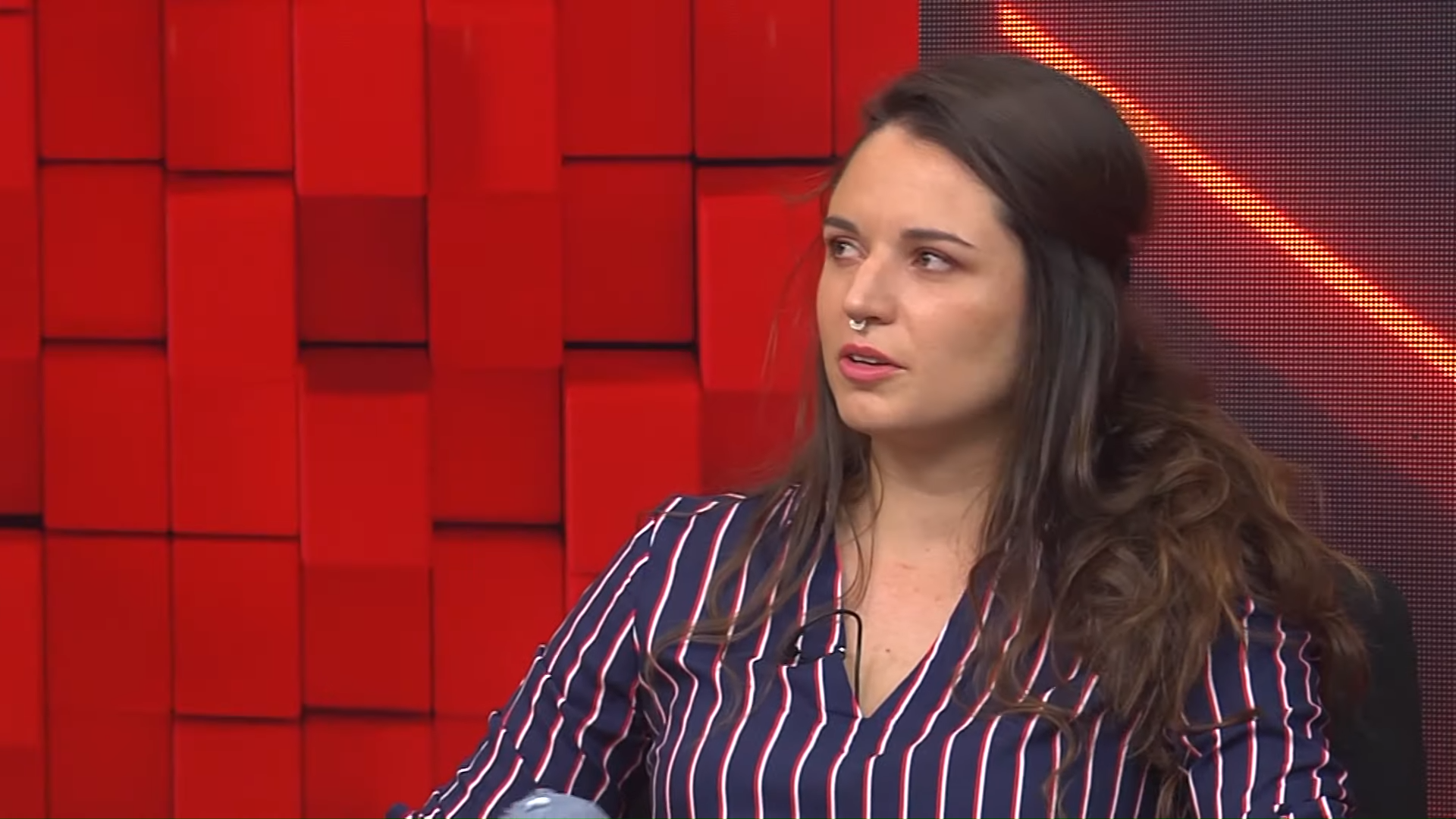
Karamanos in der Fernsehshow Sin Filtros des Senders Vive.

Irina Sabine Alice Karamanos Adrian (* 29. Oktober 1989 in Santiago) ist eine chilenische Anthropologin, Soziologin, Politologin und feministische Aktivistin. Als Partnerin des Präsidenten von Chile, Gabriel Boric, wurde sie am 11. März 2022 zur First Lady und Leiterin der soziokulturellen Abteilung der Präsidentschaft. Innerhalb eines Jahres löste sie das offizielle Regierungsamt der First Lady auf und übertrug dessen sozialen Funktionen an Ministerien.

## Biografie

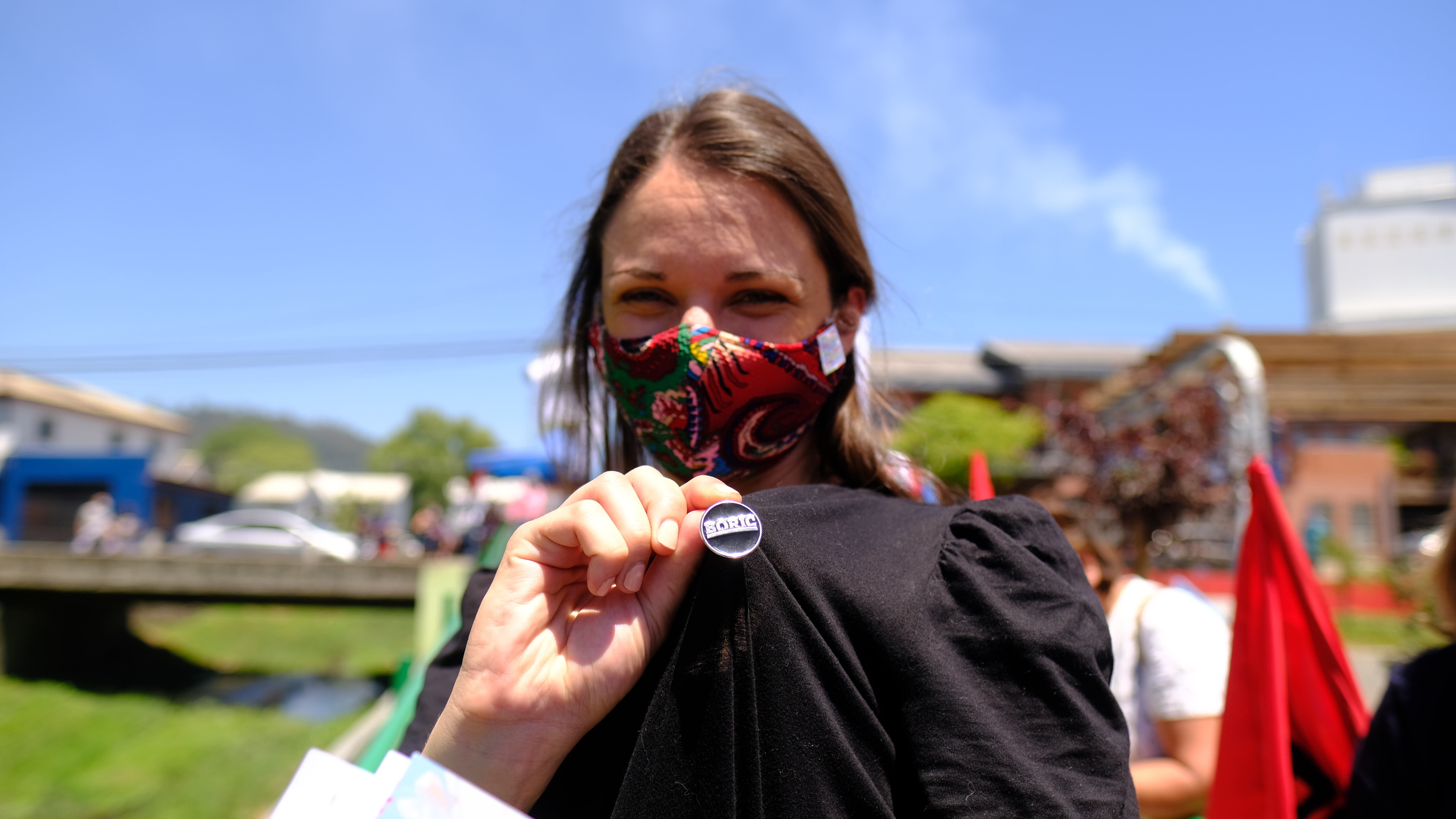
Karamanos in der Region Biobío während des Wahlkampfes von Gabriel Boric, November 2021

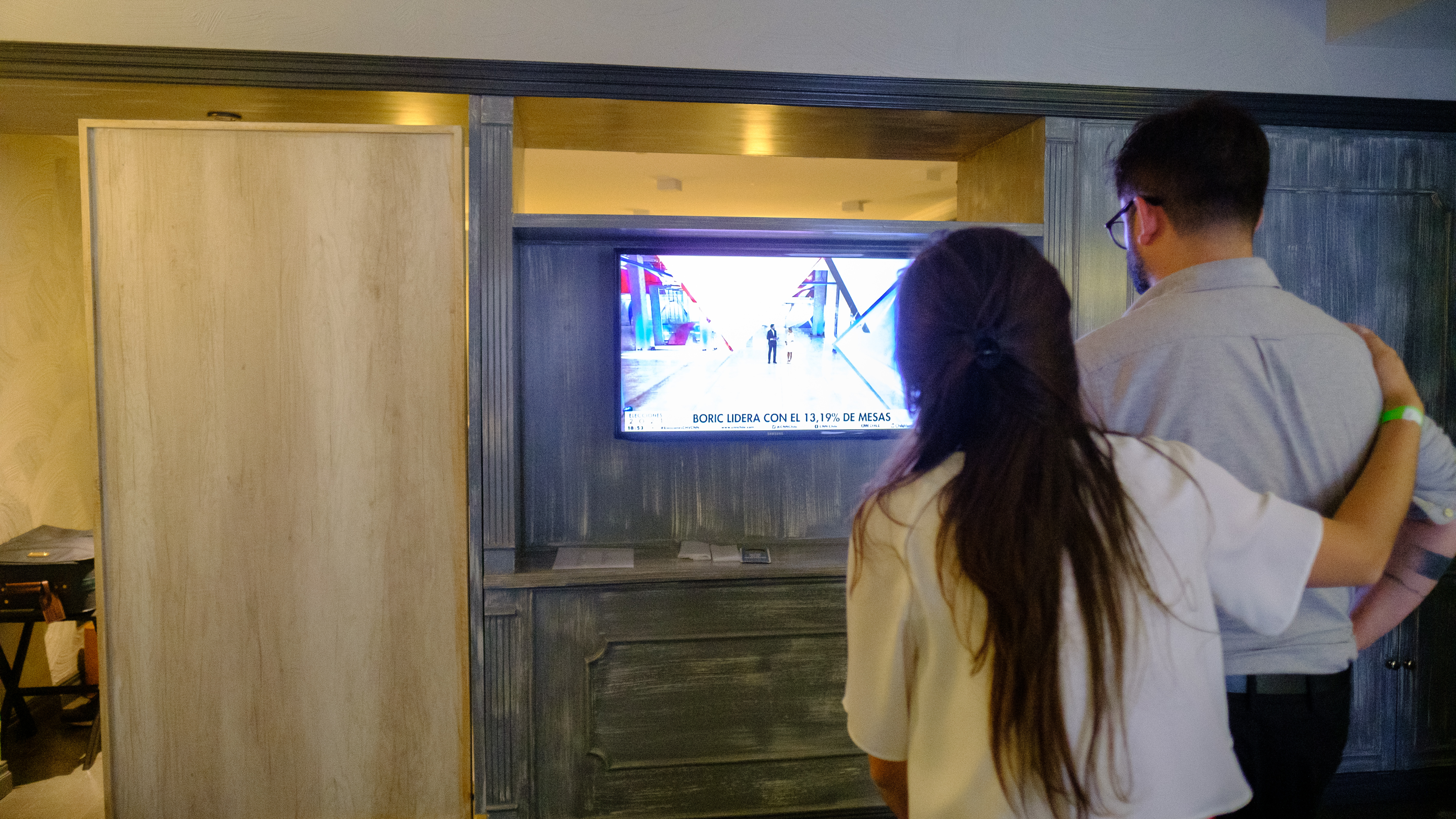
Irina Karamanos und ihr Partner Gabriel Boric verfolgen die Ergebnisse der Stichwahl der Präsidentschaftswahlen von 2021

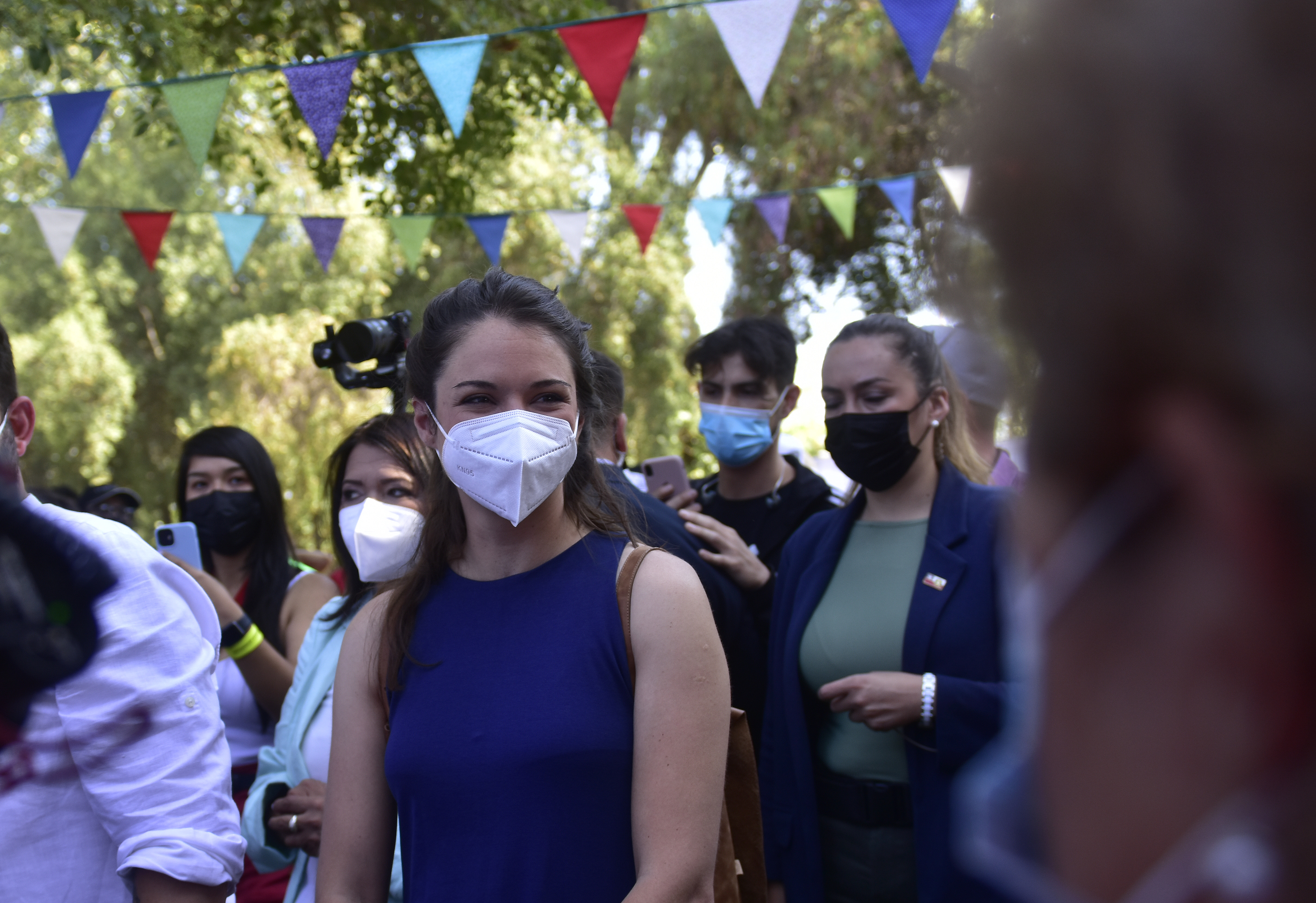
Irina während des Regierungswechsels in La Pintana

Irina Karamanos Adrian stammt väterlicherseits aus einer griechischen Familie. Ihr Vater Jorge Karamanos Elefteriu war Grundschullehrer und in den 1980ern Leiter der griechischen Gemeinschaft von Santiago de Chile. Ihre Mutter, Sabine Alice Inés Adrian Gierke, ist Tochter deutscher Einwanderer in Uruguay und hatte eine akademische Position am dortigen Goethe-Institut. Nach dem Tod ihres Vaters (1997) zog sie mit ihrer Mutter nach Chile.
Karamanos ist Sozialwissenschaftlerin mit Studien in Anthropologie, Erziehungswissenschaften, Kulturwissenschaften, Stadtentwicklung, Bildende Künste und Sprachgesetz an der Universität Heidelberg. Zuvor studierte sie Bildende Künste an der Universidad de Chile. Nach einem Jahr zog sie jedoch nach Deutschland und lebte dort von 2009 bis 2014, um in Heidelberg zu studieren.

### Medien
Sie wurde in der Öffentlichkeit bekannt, als sie in chilenischen Medien wie The Clinic begann, über Themen der Gleichheit und die Rolle der Frau in der Politik zu schreiben. Außerdem wurde sie regelmäßig zu politischen Debatten im Programm Sin Filtros des Fernsehsenders Vive eingeladen.
Sie arbeitete für den Politiker Gonzalo Winter, mit dem sie in derselben Partei ist.

### Politische Aktivität
Sie ist aktive Feministin und Gründungsmitglied der Partei Convergencia Social (CS) [deutsch: Soziale Annäherung], in der sie nationale Beauftragte für die „Feministische Front“ ist. Zuvor war sie für das metropolitane Gebiet zuständig. 2014 kehrte sie nach Chile zurück und trat in Kontakt zur Frente Amplio, einer linksorientierten Koalition von Parteien in Chile. Seit 2016 ist sie Mitglied des Movimiento Autonomista, wo sie in der „Kulturfront“ der Bewegung arbeitete. Dort lernte sie auch Gabriel Boric kennen. In der Convergencia Social war sie im selben Team wie ihr späterer Lebenspartner, auch wenn sein Profil innerparteilich als übergreifender beschrieben wird. Ferner organisierte sie Abrecaminos, eine politische Interessenvertretung für Frauen und sexuelle Diversität.

### First Lady und Regierung Gabriel Boric
Seit 2019 ist sie mit dem derzeitigen Präsidenten von Chile Gabriel Boric zusammen. Am 18. Januar 2022 erklärte sie, dass sie das Amt der First Lady mit dem Ziel besetzen würde, der Rolle mehr Gewicht in sozialen Themen zu geben, unter anderem zur Unterstützung von Transgender-Jugendlichen, Migrantenkindern, der Interkulturalität und der indigenen Völker. „Wir müssen diese Rolle anders und zeitgemäßer gestalten, sie entpersönlichen, und das bedeutet auch, dass wir das Verhältnis zur Macht und die Art und Weise, wie wir die Beziehung zwischen Macht und Frauen in der Politik sehen, ändern müssen“, erklärte Karamanos.
Mit 32 Jahren ist sie seit dem 11. März 2022 die jüngste First Lady in der neueren Geschichte Chiles.
Im Oktober 2022 löste sie ihr Regierungsamt auf und übertrug dessen sozialen Funktionen an Ministerien. Ihr Mann Boric sprach von einer „institutionellen Neuerung, die das Engagement für Redlichkeit und neue Wege der Politikgestaltung widerspiegelt“. Bereits 2021 hatten beide sich kritisch über die Rolle einer First Lady geäußert. Karamanos kündigte an, sie werde den Präsidenten weiterhin in seiner präsidialen Funktion begleiten, allerdings nicht vom institutionellen Raum der Regierung aus.

### Privatleben
Die Großeltern väterlicherseits stammen aus Kymi, Griechenland. Karamanos spricht Spanisch, Griechisch, Englisch, Deutsch, etwas Indonesisch und lernt zurzeit Kawesqar.